# Notothenioidei
I Notothenioidei o pesci antartici, un sottordine dei Perciformes, raggruppa circa 140 specie. Questo gruppo costituisce la parte più abbondante di fauna in Antartide, sia per quanto riguarda il numero di specie, sia per la biomassa.

## Caratteristiche
Le caratteristiche dei pesci antartici derivano da adattamenti a acqua estremamente fredda e ricca di ossigeno. La temperatura dell'acqua è tra i -1,8°C e -2°C. Sono caratterizzati da un'abbondanza di proteine antigelo nel sangue. Queste proteine impediscono la formazione di cristalli di ghiaccio nel sangue. Alcuni di loro, hanno anche pochi globuli rossi e presentano un ematocrito basso, tra il 16 e il 18% (a paragone, l'uomo ha un ematocrito di 45%). L'abbassamento di questa percentuale di globuli rossi nel sangue, permette la diminuzione della viscosità del sangue, che aumenta notevolmente con il freddo. La famiglia dei pesci ghiaccio coccodrillo o dei Channichthyidae, ha perso tutti i globuli rossi, l'emoglobina e la mioglobina, che in una specie è scomparsa anche dal cuore.

## Tassonomia
I Notothenioidei vengono divisi in 8 famiglie:
- Artedidraconidae
- Bathydraconidae
- Bovichtidae
- Channichthyidae - pesci ghiaccio coccodrillo
- Eleginopsidae
- Harpagiferidae
- Nototheniidae
- Pseudaphritidae

## Evoluzione

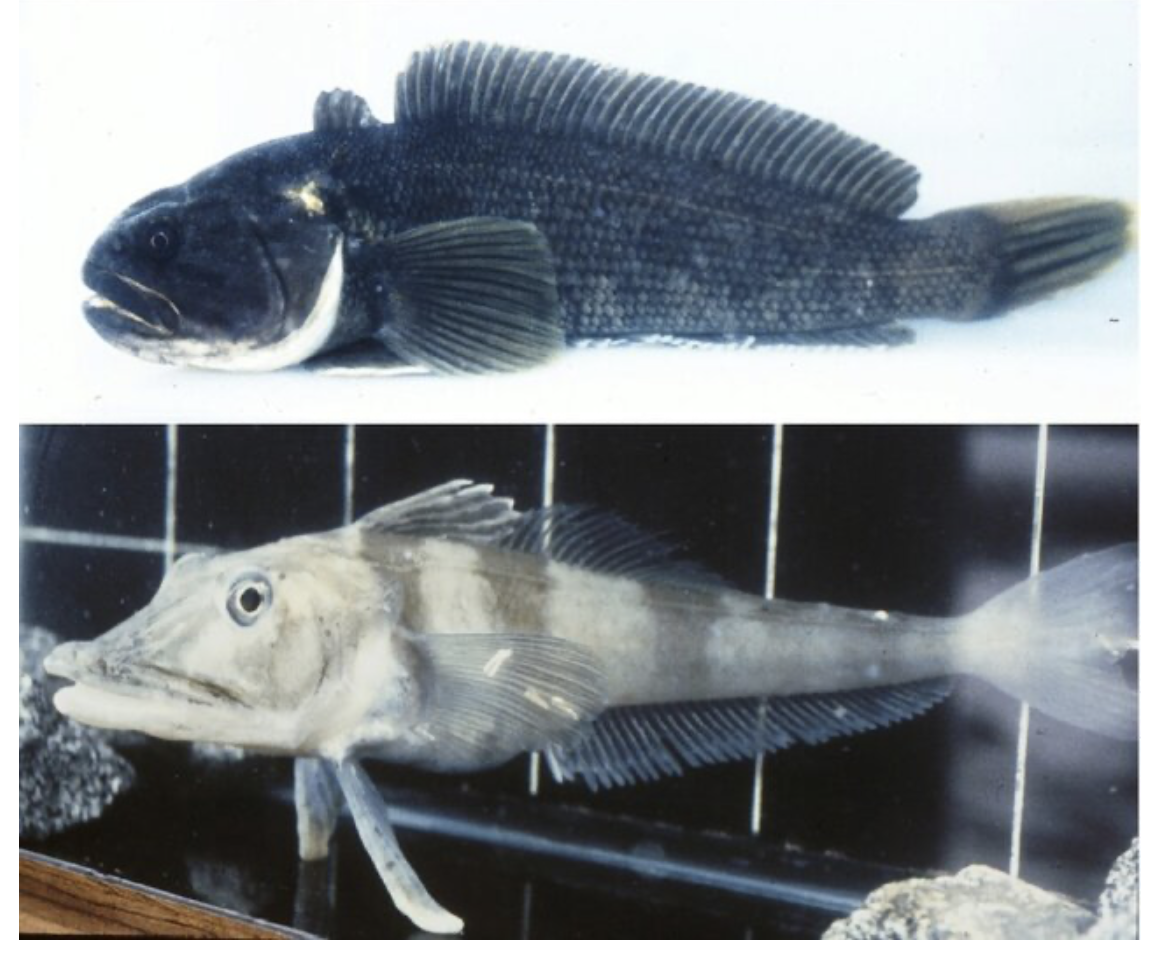
Pesci notothenioidei rappresentativi dell'Antartide. Il merluzzo antartico, Notothenia coriiceps (in alto), è a sangue rosso e possiede uno scheletro robustamente mineralizzato. Il pesce del ghiaccio a sangue bianco, Chaenocephalus aceratus (in basso), è profondamente anemico e con osteopenia. Fotografie H. William Detrich (Northeastern University, Boston).

Dopo l'apertura e la formazione del canale di Drake, tra Capo Horn, l'estremità più sud dell'America meridionale, e le Isole Shetland davanti alla penisola Antarctica, si è creato la corrente circumpolare antartica. La corrente si formò nel passaggio tra Eocene e Oligocene, circa 30 milioni di anni fa. Questa corrente allontana l'acqua calda dal continente Antartide e ne determinò il raffreddamento del clima e la formazione di grande masse di ghiaccio.
Esistono fossili di pesci da quando l'Antartide aveva ancora un clima mite, circa 100 milioni di anni fa. Con il raffreddamento polare i pesci morirono e lasciarono delle nicchie ecologiche con acqua fredda e ricche di ossigeno ad altri pesci. Non esistono reperti fossili dei pesci antartici attuali. Potrebbero essere evoluti dove la temperatura si abbassava, lungo la costa dell'Antartide dall'inizio del Cenozoico, durante gli ultimi 66 milioni anni. 
I Notothenioidei formano un gruppo monofiletico, che domina la fauna dell'Antartide. Il loro genoma è ricco di trasposoni, che sono delle sequenze di DNA che saltano da un locus a un altro nel genoma e vengono anche chiamati jumping genes. Si possono inserire in sequenze geniche e interromperne il funzionamento oppure possono dare luogo a nuovi geni quali i geni per le proteine antigelo. La pressione sulla conservazione dell'emoglobina invece è diminuita a causa dell'abbondanza di ossigeno, che può essere la causa della tolleranza alle inserzioni di trasposoni e la conseguente perdita dei geni per l'emoglobina. Questo ha portato alla diramazione dei pesci ghiaccio (Channichthyidae) che hanno perso sia il globuli rossi, per diminuire la viscosità del sangue, sia l'emoglobina.